# Tiny Thompson
Cecil R. „Tiny“ Thompson (* 31. Mai 1903 in Sandon, British Columbia; † 9. Februar 1981) war ein kanadischer Eishockeytorwart, der von 1928 bis 1940 für die Boston Bruins und Detroit Red Wings in der National Hockey League spielte.

## Karriere
Thompson begann seine Karriere in Calgary bei den Monarchs und den Alberta Gain und spielte auch bei einigen anderen Teams in Alberta. 1924 zog er in die Vereinigten Staaten zu den Duluth Hornets um sich weiterzuentwickeln. Es folgten drei ausgezeichnete Jahre bei den Minneapolis Millers. Inzwischen 23 Jahre alt wechselte er zusammen mit Cooney Weiland von Minnesota zu den Boston Bruins.
Es war schon überraschend, dass er bereits zum ersten Spiel eingesetzt wurde, doch er zahlte das Vertrauen zurück. Mit 1,15 Gegentoren in 44 Spielen spielte er eine herausragende Rookie-Saison und führte das Team zu seinem ersten Stanley-Cup-Gewinn. Im Finale gegen die New York Rangers traf er auf seinen Bruder Paul. Auch in den Folgejahren war Thompson einer der herausragenden Goalies der Liga. Aber vor allem die Montréal Canadiens standen einem weiteren Cup-Sieg immer wieder im Weg. Ein legendäres Spiel bestritt er am 3. April 1933. Das bis dahin längste Playoff Spiel stand nach der regulären Spielzeit 0:0 und über 100 Minuten hielten Thompson und Torontos Goalie Lorne Chabot ihr Tor sauber. Nach 104 Minuten und 45 Sekunden musste Thompson aber einen Schuss von Ken Doraty passieren lassen. In der Saison 1935/36 legte Thompson seinem Mitspieler Babe Siebert ein Tor vor und war damit der erste NHL-Torwart der einen Scorerpunkt machte. 1938 gaben die Bruins Thompson an die Detroit Red Wings ab und setzten mit Frank Brimsek auf einen jüngeren Torwart. Thomson spielte noch eine Saison in Detroit.
Direkt nach seiner Spielerkarriere trainierte er noch zwei Jahre die Buffalo Bisons in der American Hockey League.
1959 wurde er mit der Aufnahme in die Hockey Hall of Fame geehrt.

## Auszeichnungen
- NHL First All-Star Team: 1936 und 1938
- Second All-Star Team: 1931 und 1935
- Vezina Trophy: 1930, 1933, 1936 und 1938